# Hans Rottenhammer

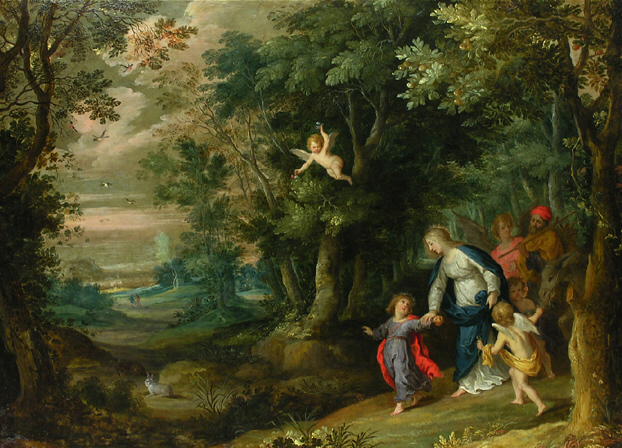
Ucieczka z Egiptu scenę figuralną namalował Rottenhammer, natomiast krajobraz – Jan Brueghel.

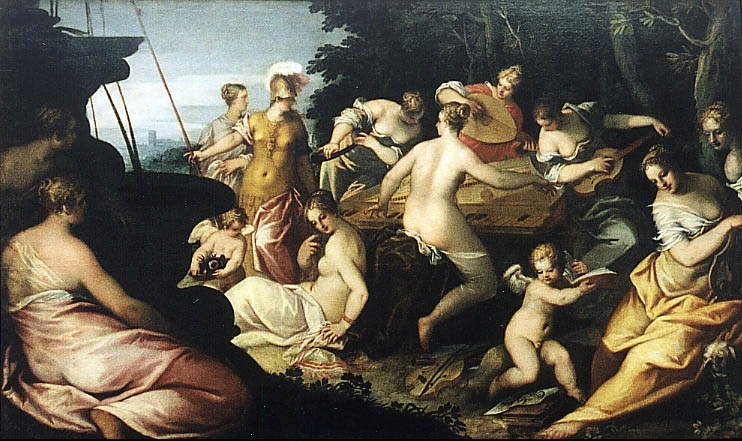
Minerwa i Muzy, 1603

Hans Rottenhammer znany również jako Johann Rottenhammer (ur. ok. 1564 w Monachium, zm. 14 sierpnia 1625 w Augsburgu) – niemiecki malarz, reprezentant manieryzmu.
Studiował w Monachium u Hansa Donauera Starszego, ok. 1593/4 wyjechał do Rzymu, w latach 1595/6–1606 mieszkał w Wenecji, by w końcu osiedlić się na stałe w Augsburgu. Zmarł prawdopodobnie w ubóstwie, według części źródeł był alkoholikiem.
Johann Rottenhammer specjalizował się w malarstwie gabinetowym, malował na blasze miedzianej, poruszał tematykę biblijną, mitologiczną i alegoryczną. Jego prace łączyły cechy malarstwa włoskiego i niemieckiego, wiele obrazów stworzył przy udziale innych malarzy, co było w tych czasach powszechną praktyką. Jeden artysta malował część figuralną, a inny tło lub krajobraz. Rottenhammer współpracował m.in. z Paulem Brilem i Jan Brueghel Starszym. Po powrocie do ojczyzny zajął się malarstwem dekoracyjnym, pracował w Augsburgu i Monachium. Był pierwszym Niemcem, który z powodzeniem malował obrazy gabinetowe.
Liczne prace Johanna Rottenhammera znajdują się w największych galeriach europejskich m.in. w Ermitażu, National Gallery w Londynie, Fitzwilliam Museum w Cambridge i Rijksmuseum w Amsterdamie.

## Literatura dodatkowa
- Elżbieta Olczak [red.]: Jezus  według  mistrzów. Warszawa: Wyd. DEMART, 2008. ISBN 978-83-7427-442-5. Brak numerów stron w książce